# 平餘
平餘，意为“平色之餘”，亦称“餘平”、“随平”，是明、清时各地在征收正项赋税期间，以加派、加征的形式多收以解送给户部的份额。平余在火耗之外，加重民负。乾隆时曾下令革除，但此后仍暗地存在。